# VfB Lübeck
VfB Lübeck är en fotbollsklubb som spelar i tyska Regionalliga Nord, Tysklands fjärde högsta liga. VfB Lübecks hemmaplan är "Stadion an der Lohmühle".

## Största meriter
- Spel i Tysklands 2. Bundesliga under säsongerna 1995/96, 1996/97, 2002/03 samt 2003/04.
- Tog sig till semifinal i tyska cupen säsongen 2003/2004, men förlorade med 2-3 mot de senare liga- och cupmästarna Werder Bremen.

## Tränare sedan 1994
- Peter Schubert (efter 1 juli 2008)
- Uwe Fuchs (24 oktober 2007 - 30 juni 2008)
- Uwe Erkenbrecher  (6 mars 2007 - 15 oktober 2007)
- Bernd Hollerbach (efter 1 juli 2006 - 1 februari 2007)
- Stefan Böger (1 juni 2004 - 24 maj 2006)
- Dieter Hecking (2001 - 2004)
- Uwe Erkenbrecher från (1 juli 1998 - 16 november 2000)
- Karl-Heinz Körbel (oktober 1996 - 13 oktober 1997)
- Heinz Höher (1996 1 dag)
- Michael Lorkowski (1994 - 1996)